# Glenea sangirica
Glenea sangirica är en skalbaggsart som beskrevs av Aurivillius 1903. Glenea sangirica ingår i släktet Glenea och familjen långhorningar.
Artens utbredningsområde är Filippinerna. Inga underarter finns listade i Catalogue of Life.